# Johannes Hesse
Carl Otto Johannes Hesse (* 2. Junijul. / 14. Juni 1847greg. in Weissenstein/Paide, Gouvernement Estland; † 8. März 1916 in Korntal) war ein deutscher evangelischer Missionar und Leiter des Calwer Verlagsvereins. Er war der Vater des Schriftstellers Hermann Hesse.

## Leben
Johannes Hesse wurde als fünftes Kind des deutschbaltischen Arztes Carl Hermann Hesse (* 16. Februar 1802 Dorpat/Tartu; † 8. November 1896 Weissenstein) geboren. Der Onkel Hermann aus dem Buch Mein Onkel Hermann von Monika Hunnius war ein ungewöhnlich lebensfroher Arzt. Im Geleitwort des Buches äußert Hermann Hesse u. a.: „Die schönsten Geschichten, die ich als Kind gehört habe, waren die, die mein Vater uns von ihm (dem Großvater) und von seiner Heimat Weissenstein erzählte. Ich habe den Großvater, sein Städtchen und sein Haus, seinen Garten mit dem Ahorn (…) nie mit eigenen Augen gesehen, aber ich kenne sie genauer als viele Städte und Länder, die ich wirklich gesehen habe. (…so) ist dieser prachtvolle Großvater mir stets ein nah vertrauter Mensch gewesen. (…) ein seltener, strahlender und guter Mensch, wie es auch damals wenige gab.“
Nach Absolvierung der Ritter- und Domschule zu Reval (Tallinn) wurde Johannes in Basel zum Missionar ausgebildet (Basler Mission) und ging 1869 nach Indien. Da er sich dem tropischen Klima als nicht gewachsen erwies, musste er bereits 1873 wieder nach Deutschland zurückkehren. Seine Heimat Estland besuchte er zur Kräftigung und Erholung.
Am 22. November 1874 heiratete er in Calw Marie Gundert, die Tochter des Missionars Hermann Gundert und Witwe des Missionars Charles Isenberg. Das zweite von vier die Kindheit überlebenden gemeinsamen Kindern war der spätere Schriftsteller Hermann Hesse, der während seiner Pubertät ein kritisches, ambivalentes Verhältnis zu seinem Vater entwickelte und die Beziehungsprobleme in seinen Romanen und Erzählungen, u. a. in der Kinderseele, verarbeitete.
Nachdem er von seinem Schwiegervater im Calwer Missionsverlag eingearbeitet worden war, wurde er Leiter des Calwer Verlags und Herausgeber des Missionsmagazins in Basel. Er verfasste mehrere Bücher zur evangelischen Missionsarbeit.
Er war Onkel des 1875 geborenen Carl Immanuel Philipp Hesse.
Die tiefer liegenden menschlichen Qualitäten Johannes Hesses, die für Hermann „das Beste von allem“ darstellten, und die mit dazu beitrugen, wie heute sein Werk in aller Welt wirkt, haben ihre kulturellen Wurzeln womöglich eher im estnischen Deutschbaltentum des 19. Jahrhunderts mit seiner speziellen Natur-, Menschen- und Heimatliebe als vom „Pietismus“: Er blieb aufgrund seines stark verinnerlichten (Deutsch-)Baltentums sowohl in Calw wie auch in Basel immer ein Fremder. Er lebte ausgesprochen gerne in nostalgischen Erinnerungen an die Zeiten seines Lebens in Estland und Indien. Vor allem von seiner Kindheit in Estland konnte er seinen Kindern nie genug erzählen: Das kraftstrotzende Leben in Weissenstein (estnisch Paide) und auf den Landgütern ritterlich-großzügiger Balten, mit herrlichen Festen, Reisen per Planwagen und eindrücklichen Erlebnissen an der Ostsee sowie auf den Inseln. Eine überaus heitere, paradiesische, bunte, lebensfrohe und lustige Welt kam da zum Vorschein.
Das eine oder andere damals typisch Baltische gab es auch in den Calwer und Basler Zeiten im Hause Hesse: einige Worte wie „Marulla“ (so rief er seine kleine Tochter) und „Goggelmoggel“ (mit Zucker schaumig geschlagenes Ei), einen Samowar, ein Bild vom Zaren Alexander und einige aus Estland stammende Spiele, wie insbesondere das österliche Eierrollen (es werden Süßigkeiten auf dem Boden der Wohnstube verteilt und jeder Spieler lässt sein hart gekochtes Osterei mittels eines schrägen Holzes, in dem sich eine leichte Führungsrinne befindet, über den Boden rollen: jede Süßigkeit, die das Ei eines Spielers berührt, gehört nun ihm).

## Nachkommen
- Adele Gundert: * 15. August 1875 † 24. September 1949, ⚭ Hermann Gundert (1876–1956), zuletzt Pfarrer in Eckenweiler
- Hermann Hesse: * 2. Juli 1877 † 9. August 1962, Dichter
- Marie „Marulla“ Hesse: * 27. November 1880 † 17. März 1953, Erzieherin in Korntal
- Johannes „Hans“ Hesse: * 13. Juli 1882 † 27. November 1935, Kaufmann

## Werke
- Die Mission auf der Kanzel. Ein missionshomiletisches Hilfsbuch. Vereinsbuchhandlung, Calw 1889.
- Das Missionsjahrhundert. Züge aus dem Missionsleben der Gegenwart. Vereinsbuchhandlung, Calw 1893 (= Calwer Familienbibliothek. Bd. 29).
- Aus Dr. Hermann Gundert's Leben. (= Calwer Familienbibliothek. Bd. 34) Reprint der Ausgabe von 1894. Calwer Verlag, Stuttgart 1993, ISBN 3-7668-3233-6.
- Vom Segensgang der Bibel durch die Heidenwelt. Vereinsbuchhandlung, Calw und Stuttgart 1910.
- Die Bibel als Kriegsbuch. Evangelische Gesellschaft, Stuttgart 1916.
- Korntal einst und jetzt. Verlag D. Gundert, Stuttgart 1910.